# Centralny Zarząd Zaopatrzenia Przemysłu Chemicznego
Centralny Zarząd Zaopatrzenia Przemysłu Chemicznego – jednostka organizacyjna Ministerstwa Przemysłu Chemicznego istniejąca w latach 1951–1953, powołana w celu zapewnienia właściwej koordynacji i dalszego usprawnienia funkcjonowania służby zaopatrzenia w resorcie przemysłu chemicznego.

## Powołanie Zarządu
Na podstawie uchwały Prezydium Rządu z 1951 r. w sprawie utworzenia Centralnego Zarządu Zaopatrzenia Przemysłu Chemicznego i zakresu działania komórek zaopatrzenia w centralnych zarządach przemysłu i przedsiębiorstwach ustanowiono Zarząd.

## Przedmiot działania Zarządu
Przedmiotem działania Zarządu było:
- ustalanie ilościowych limitów materiałowych dla poszczególnych centralnych zarządów przemysłu,
- współpraca przy ustalaniu limitów finansowych zaopatrzenia dla poszczególnych przemysłów,
- sporządzanie bilansów podstawowych surowców i materiałów,
- analiza i korekta przedłożonych przez centralne zarządy przemysłu projektów planu zaopatrzenia oraz sporządzanie projektu zbiorczego planu zaopatrzenia resortu,
- nadzór i koordynacja prac przy zawieraniu umów planowych (generalnych, bezpośrednich i szczegółowych), nadzór nad ich wykonaniem oraz koordynacja ustalonych przez centralne zarządy przemysłu harmonogramów ważniejszych dostaw,
- rozdział przydziałów materiałowych pomiędzy poszczególne centralne zarządy przemysłu i kontrola ich wykorzystania, gospodarka rezerwami przydziałowymi resortu i dokonywanie zmian przydziałowych,
- ustalanie normatywów zapasów dla poszczególnych przemysłów,
- analiza ustalonych norm zużycia oraz opracowywanie wniosków w sprawie ich zmiany,
- opracowywanie wytycznych metodologicznych i organizacyjnych w zakresie gospodarki materiałowej oraz jej kontrola,
- kontrolowanie akcji ujawniania i upłynniania nadmiernych remanentów oraz dokonywanie koniecznych przerzutów materiałowych w ramach resortu,
- kontrola realizacji planów zaopatrzenia poszczególnych przemysłów,
- sprawozdawczość i statystyka z zakresu zaopatrzenia materiałowego,
- opracowywanie wniosków w zakresie szkolenia kadr służby zaopatrzenia,
- opracowywanie wniosków w zakresie organizacji służby zaopatrzenia w przemyśle chemicznym.

## Zakres działania działów zaopatrzenia Zarządu
Zakres działania działów zaopatrzenia w centralnych zarządach (zarządach) przemysłu był następujący:
- opracowywanie zbiorczych planów zaopatrzenia materiałowego jednostek podległych,
- sporządzanie rozdzielników w ramach uzyskanej puli materiałowej i kontyngentu oraz nadzór i koordynacja ich realizacji,
- zawieranie umów planowych zgodnie z wytycznymi Centralnego Zarządu Zaopatrzenia,
- opracowywanie normatywów zapasów dla podległych jednostek,
- wnioski w sprawie zmian norm zużycia oraz współpraca przy ustalaniu wskaźników zużycia,
- nadzór nad gospodarką materiałową jednostek podległych centralnemu zarządowi przemysłu oraz instruktaż w tym zakresie,
- opracowywanie harmonogramów i kontrola wykonania ważniejszych dostaw,
- prowadzenie sprawozdawczości i statystyki z zakresu zaopatrzenia materiałowego.

## Zakres działania komórek Zarządu
Zakres działania komórek zaopatrzenia w przedsiębiorstwie był następujący:
- opracowywanie projektu planu zaopatrzenia materiałowego,
- zawieranie umów szczegółowych oraz bezpośrednich na zlecenie centralnego zarządu przemysłu,
- załatwianie wszelkich spraw związanych z zakupami i dostawą materiałów,
- prowadzenie magazynów,
- opracowywanie projektów norm zapasów,
- kontrola zużycia materiałowego i współpraca przy ustalaniu norm zużycia,
- nadzór nad prawidłowością gospodarki materiałowej w magazynach,
- prowadzenie prac sprawozdawczo-statystycznych z zakresu zaopatrzenia materiałowego.

## Zniesienie Zarządu
Na podstawie uchwały Prezydium Rządu z 1953 w sprawie zlikwidowania Centralnego Zarządu Zaopatrzenia Przemysłu Chemicznego zniesiono Zarząd.